# Vélez de Benaudalla
Vélez de Benaudalla è un comune spagnolo di 2 580 abitanti situato nella comunità autonoma dell'Andalusia.